# Ајр
Ајр (енгл. River Ayr) је река у Уједињеном Краљевству, у Шкотској. Дуга је 65 km. Улива се у Firth of Clyde, односно Северни пролаз. 